# Hydrocynus
Hydrocynus Cuvier, 1816 è un genere di pesci d'acqua dolce appartenente alla famiglia Alestidae.

## Distribuzione e habitat
Queste specie sono diffuse nelle acque dolci dei grandi laghi e fiumi africani.

## Descrizione
Presentano un corpo allungato, idrodinamico e compresso ai fianchi. La testa è allungata, con occhi grandi, bocca ampia con mascelle provviste di 32 grandi denti appuntiti (in numero di denti varia in base all'età) di varie dimensioni. Le pinne sono trinagolari ed appuntite, la pinna caudale fortemente bilobata. La livrea, differente per ogni specie presenta comunque un fondo argenteo argenteo con riflessi verdastri: le scaglie presentano poi piccole macchie nere formanti reticoli e linee orizzontali brune. Le pinne sono trasparenti, tendenti al rossastro. Il dimorfismo sessuale è sconosciuto.

Le dimensioni variano dai 24 cm di Hydrocynus tanzaniae ai 133 di Hydrocynus goliath.

## Riproduzione
Come per altri alestidi.

## Alimentazione
Sono pesci predatori, si nutrono di altri pesci.

## Pesca
Gli Hydrocynus sono prede ambite nella pesca sportivae solitamente pescati per il commercio delle loro carni a scopi alimentari.

## Acquariofilia
Alcune specie sono allevate solamente da appassionati: necessitano di vasche estremamente capienti.

## Specie
- Hydrocynus brevis
- Hydrocynus forskahlii
- Hydrocynus goliath
- Hydrocynus somonorum
- Hydrocynus tanzaniae
- Hydrocynus vittatus